# NGC 2336
NGC 2336 هي مجرة في كوكبة الزرافة اكتشفت في 1877.

## روابط خارجية
- NGC 2336 على موقع ويكي سكاي: DSS2, SDSS, GALEX, IRAS, Hydrogen α, X-Ray, Astrophoto, Sky Map, Articles and images